# Tominian
Tominian är en krets i Mali.   Den ligger i regionen Ségou, i den södra delen av landet, 400 km öster om huvudstaden Bamako.